# Fallout from the War
Fallout From The War è una compilation del gruppo thrash metal/metalcore Shadows Fall pubblicato nel 2006.
Questo album è stato pubblicato per permettere alla band di esaurire il contratto con la Century Media e passare alla Atlantic Records. Infatti sei delle 11 tracce sono state scritte durante la lavorazione del precedente album The War Within, Deadworld è una ri-registrazione di una vecchia bonus-track e This is My Own è la rielaborazione di una traccia scritta durante la lavorazione di The Art of Balance.

## Tracce
1. In Effigy – 3:24
2. Will to Rebuild – 3:06
3. Haunting Me Endlessly – 3:43
4. Seize the Calm – 2:54
5. Carpal Tunnel – 3:53
6. Going, Going, Gone – 3:08
7. Deadworld – 4:52
8. This Is My Own – 4:52
9. December (cover degli Only Living Witness) – 5:07
10. Mark of the Squealer (cover dei Leeway) – 3:39
11. Teasn', Pleasn (cover dei Dangerous Toys) – 3:16

## Formazione
- Brian Fair – voce
- Jonathan Donais – chitarra, voce
- Matt Bachand – chitarra, voce
- Paul Romanko – basso
- Jason Bittner – batteria